# Harrogate
Harrogate is een plaats in het bestuurlijke gebied Harrogate, in het Engelse graafschap North Yorkshire. Samen met de historische plaats Knaresborough telt het ongeveer 85.000 inwoners.

## Geschiedenis
Voor de ontdekking van de ijzer-en zwavelhoudende bronnen, bestond Harrogate uit twee onbeduidende dorpjes: High Harrogate en Low Harrogate. De eerste bron werd in 1571 ontdekt en de heelkundige eigenschappen voor het eerst beschreven in 1626. Harrogate werd een bekend kuuroord en ook de ontspanningsmogelijkheden ontwikkelden zich. Zo werd in 1788 het Georgian Theatre geopend en in 1826 het Bath Hospital. De koninklijke drinkhalle dateert uit 1842 en is sinds 1953 een museum.
In de late 19e en vroege 20e eeuw werd het een geliefd vakantieoord onder de Engelse elite en ook veel buitenlandse adel bracht een bezoek.
Vanaf de Tweede Wereldoorlog ging Harrogate als kuurcentrum sterk achteruit, de grote hotels werden door de geëvacueerde regering als kantoorgebouwen gebruikt.
Na de oorlog ontwikkelde zich dit tot een conferentie- en beurscentrum.

## Partnersteden
- Bagnères-de-Luchon, Frankrijk
- Harrogate (Tennessee), Verenigde Staten
- Wellington, Nieuw-Zeeland

## Geboren
- H.L.A. Hart (1907-1992), Engels rechtsfilosoof
- Graham Whitehead (1922–1981), autocoureur
- Jim Carter (1948), acteur
- Dewey Bunnell (1952), Brits-Amerikaans singer-songwriter en gitarist van de band America
- John Scales (1966), voetballer
- Olly Alexander (1990), acteur
- Luke Garbutt (29 mei 1993), voetballer
- Sarah Moore (22 oktober 1993), autocoureur

## Trivia
- In 1982 werd vanuit Harrogate het Eurovisiesongfestival uitgezonden.
- Bij Harrogate werd in januari 2007 een grote Vikingschat gevonden.
- De eerste etappe van de 101e editie van de Tour de France op zaterdag 5 juli 2014 begon in Leeds en eindigde in Harrogate.
- In 2019 was Harrogate de gaststad voor het WK wegwielrennen.
- In 2020 promoveerde Harrogate Town AFC voor het eerst in de clubgeschiedenis naar de Football League Two nadat in de Play-off finale Notts County FC verslagen werd met 3-1.

## Galerij

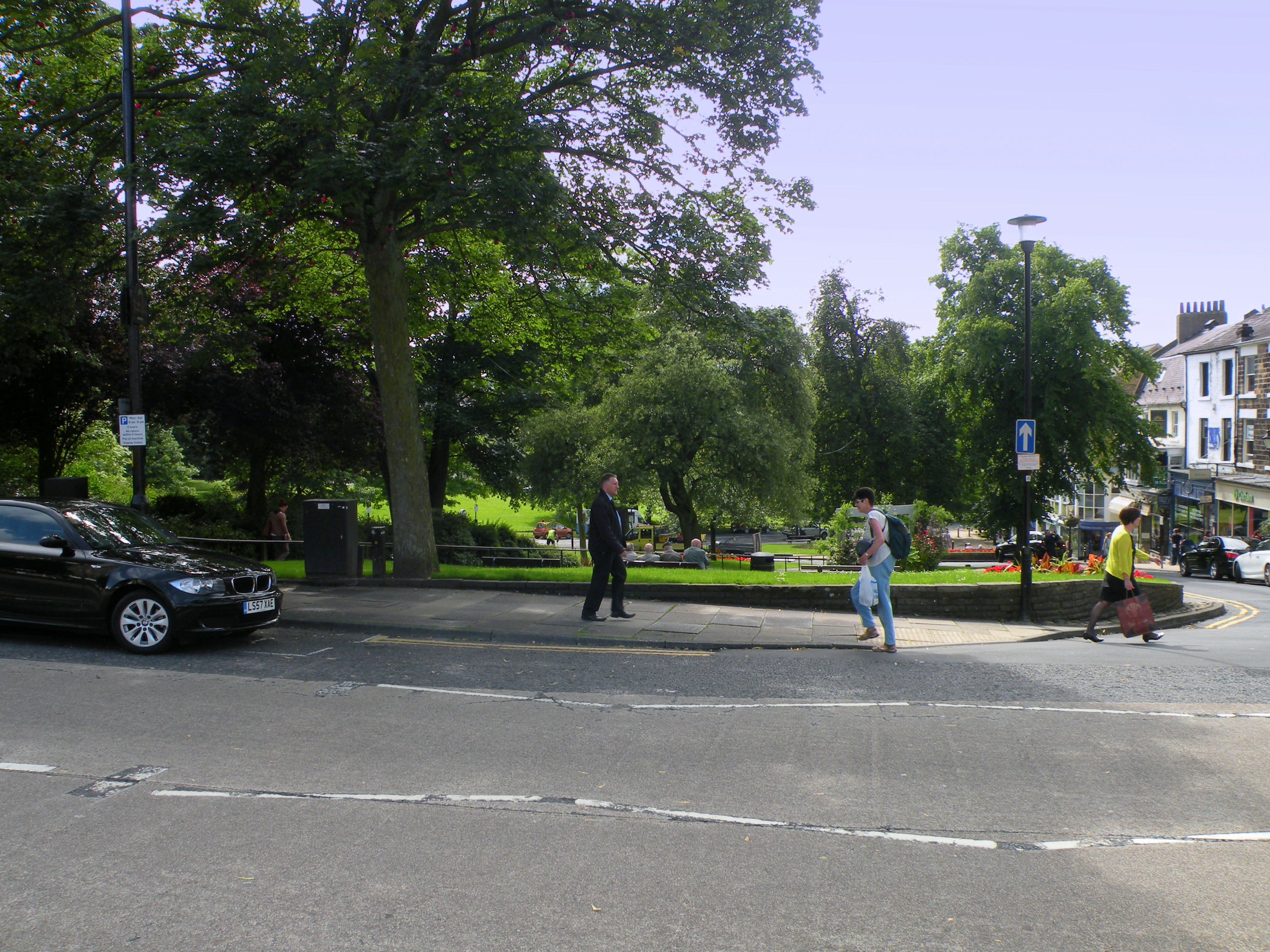
Harrogate, park
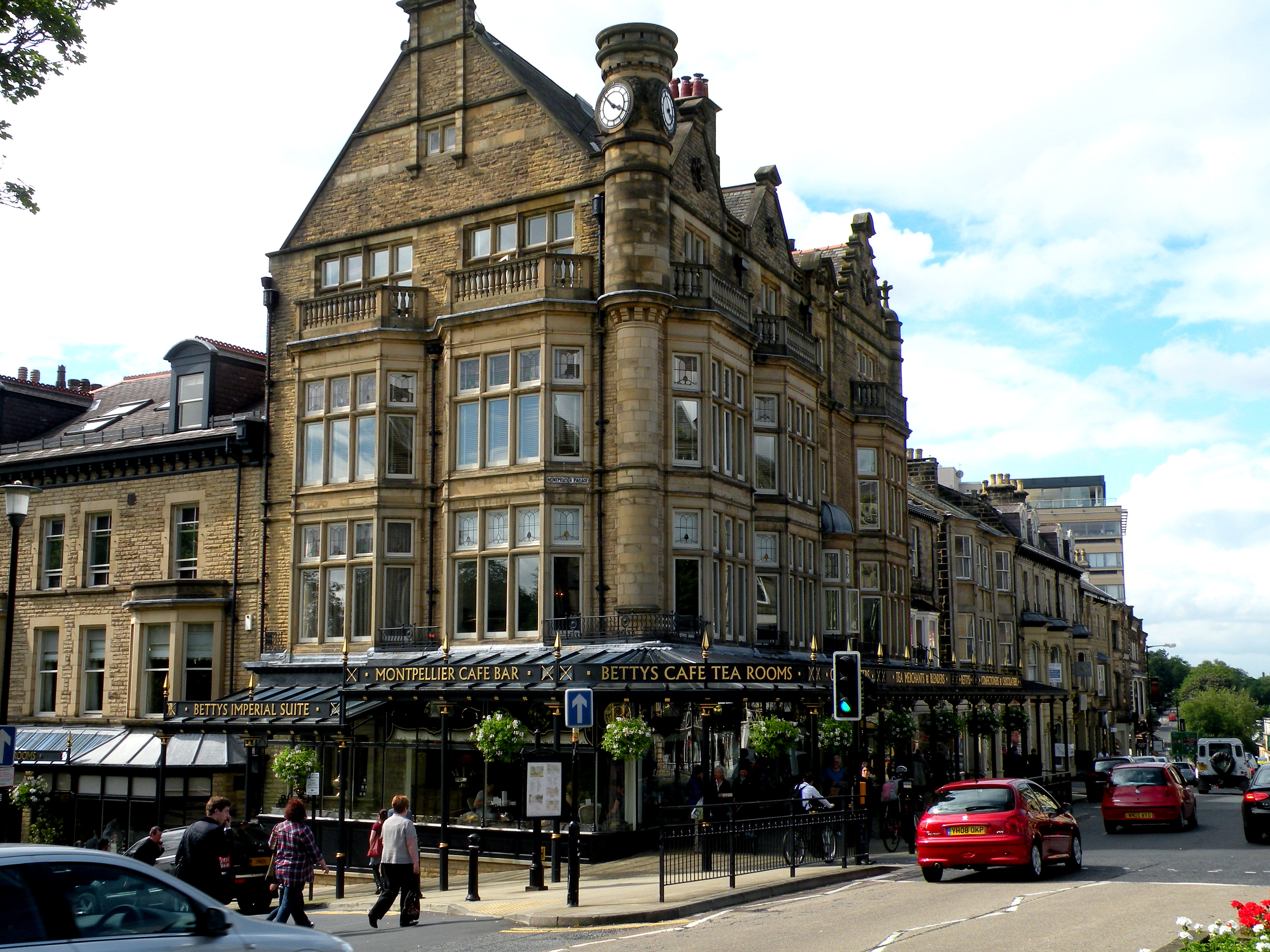
Bettys Tearoom